# Liste de peintures de Marià Fortuny
Article principal : Marià Fortuny
Liste de tableaux de Marià Fortuny i Marsal (1838-1874).
| Image | Année     | Titre                                                               | Technique                        | Localisation                                          |
| ----- | --------- | ------------------------------------------------------------------- | -------------------------------- | ----------------------------------------------------- |
|       | 1857      | Ramon Berenguer III clavant l'ensenya a la torre del castell de Fòs | Huile sur toile 116,5 × 87,5     | Palais de la Generalitat de Catalogne Barcelone       |
|       | 1858      | Italiana                                                            | Aquarelle sur papier 12,5 × 25,5 | Musée des beaux-arts San Francisco                    |
|       | Vers 1858 | Autoretrat                                                          | Huile sur toile 62,5 × 49,5      | Musée national d'art de Catalogne Barcelone           |
|       | Vers 1860 | Askari                                                              | Huile sur panneau 34 × 25,6      | Biblioteca-Museu Víctor Balaguer Vilanova i la Geltrú |
|       | 1860-1865 | Soldat marroquí                                                     | Huile sur toile 26,5 × 17        | Musée de l'Ermitage Saint-Pétersbourg                 |
|       | 1861      | L'odalisca I                                                        | Oli sobre cartró 56,9 × 81       | Musée national d'art de Catalogne Barcelone           |
|       | 1862      | L'odalisca II                                                       | Huile sur toile 54 × 62          | Collection particulière                               |
|       | Vers 1862 | Paisatge nord-africà                                                | Huile sur toile 51,5 × 122,5     | Musée Carmen Thyssen Malaga                           |
|       | 1862-1863 | La batalla de Wad-Ras                                               | Huile sur papier 54 × 185        | Musée du Prado Madrid                                 |
|       | 1862-1864 | La batalla de Tetuan                                                | Huile sur toile 300 × 972        | Musée national d'art de Catalogne Barcelone           |
|       | 1863      | El col·leccionista d'estampes I                                     | Huile sur toile 47 × 66,3        | Musée des beaux-arts Boston                           |
|       | Vers 1864 | Galliner                                                            | Huile sur panneau 10 × 16        | Biblioteca-Museu Víctor Balaguer Vilanova i la Geltrú |
|       | Vers 1864 | Retrat du sculpteur Jeroni Suñol                                    | Huile sur toile 31,5 × 24,5      | Musée national d'art de Catalogne Barcelone           |
|       | 1865      | Madame Gaye                                                         | Huile sur toile 137,2 × 100,3    | Metropolitan Museum of Art New York                   |
|       | 1865      | Pati àrab                                                           | Huile sur toile 19,5 × 31        | Musée Fortuny Venise                                  |
|       | 1865-1866 | Aficionada a les estampes                                           | Huile sur toile 11 × 7,7         | Collection particulière                               |
|       | 1865-1867 | La reina Maria Cristina passant revista a les tropes                | Huile sur toile 300 × 460        | Musée du Prado Madrid                                 |
|       | 1866      | El col·leccionista d'estampes II                                    | Huile sur toile 52 × 66,5        | Musée national d'art de Catalogne Barcelone           |
|       | 1866      | Fantasia sobre Faust                                                | Huile sur toile 40 × 69          | Musée du Prado Madrid                                 |
|       | 1866      | Paisatge romà                                                       | Huile sur toile 22,5 × 28,5      | Musée Fortuny Venise                                  |
|       | 1867      | Cavaller àrab a Tànger                                              | Huile sur toile 45 × 28,5        | Collection particulière                               |
|       | 1867      | Fantasia àrab                                                       | Huile sur toile 52 × 67          | Walters Art Museum Baltimore                          |
|       | 1867      | Fumador d'opi                                                       | Aquarelle sur papier 22,7 × 44,5 | Museo Poldi Pezzoli Milan                             |
|       | 1867-1868 | Corrida de toros. Picador ferit                                     | Huile sur toile 80,5 × 140,7     | Musée national d'art de Catalogne Barcelone           |
|       | 1868      | Cafè de les orenetes                                                | Aquarelle sur papier 49,4 × 39,5 | Collection particulière                               |
|       | 1868      | Cecilia embarassada                                                 | Huile sur panneau 31 × 23,5      | Musée Fortuny Venise                                  |
|       | 1868      | Idil·li                                                             | Aquarelle sur papier 31 × 22     | Musée du Prado Madrid                                 |
|       | 1868      | Montserrat                                                          | Huile sur panneau 31,5 × 21,5    | Musée Fortuny Venise                                  |
|       | Vers 1868 | Bust d'home. Al·legoria de Bacus                                    | Huile sur toile 75 × 62          | Musée national d'art de Catalogne Barcelone           |
|       | 1869      | L'encantador de serps                                               | Huile sur toile 58,7 × 124,5     | Walters Art Museum Baltimore                          |
|       | 1869      | El marroquí                                                         | Aquarelle 32 × 20                | Musée du Prado Madrid                                 |
|       | 1869      | Mercat i cases                                                      | Huile sur panneau 9 × 12,5       | Musée Fortuny Venise                                  |
|       | Vers 1869 | Brindis de l'espasa                                                 | Huile sur toile 61 × 50,2        | National Gallery Londres                              |
|       | vers 1869 | La Corrida de toros                                                 | Huile sur toile 30 × 46          | Musée du Prado Madrid                                 |
|       | 1870      | Vell nu al sol                                                      | Huile sur toile 75 × 59          | Musée du Prado Madrid                                 |
|       | 1870      | El venedor de tapissos                                              | Aquarelle 59 × 85                | Musée de Montserrat Montserrat                        |
|       | 1870      | Les Noces                                                           | Huile sur bois 60 × 93,5         | Musée national d'art de Catalogne Barcelone           |
|       | Vers 1870 | L'escala de la casa de Pilatos a Sevilla                            | Huile sur toile 83 × 63          | Museo Nacional de Bellas Artes La Havane              |
|       | Vers 1870 | Ferrador marroquí                                                   | Huile sur toile 49 × 66,5        | Musée national d'art de Catalogne Barcelone           |
|       | Vers 1870 | La matança dels Abenserraigs                                        | Huile sur toile 73,5 × 93,5      | Musée national d'art de Catalogne Barcelone           |
|       | 1870-1872 | Balcó de Granada                                                    | Huile sur panneau 12,4 × 9       | Collection particulière                               |
|       | 1870-1872 | Gitana                                                              | Huile sur toile 30,5 × 23,5      | Musée Fortuny Venise                                  |
|       | 1871      | Cases àrabs                                                         | Huile sur toile 10 × 24,5        | Musée Fortuny Venise                                  |
|       | 1871      | La senyoreta Del Castillo en el seu llit de mort                    | Huile sur toile 57 × 70,5        | Musée national d'art de Catalogne Barcelone           |
|       | 1871      | El tribunal de l'Alhambra                                           | Huile sur toile 75 × 59          | Museu Fundació Gala - Salvador Dalí Figueres          |
|       | Vers 1871 | Arcabusser                                                          | Huile sur bois 13,7 × 10,2       | Art Institute of Chicago                              |
|       | Vers 1871 | Paysage de Grenade                                                  | Huile sur toile 80 × 45          | Musée national d'art de Catalogne Barcelone           |
|       | 1871-1872 | Músics àrabs                                                        | Huile sur toile 61 × 98,5        | Musée Fortuny Venise                                  |
|       | 1872      | Dinar a l'Alhambra                                                  | Huile sur toile 87,5 × 107       | Collection particulière Barcelone                     |
|       | 1872      | Jardí de la casa de Fortuny                                         | Huile sur panneau 40 × 28        | Musée du Prado Madrid                                 |
|       | 1872-1874 | Un burro en el pati                                                 | Huile sur toile 24,5 × 37,5      | Collection particulière                               |
|       | 1872-1874 | Marroquins                                                          | Huile sur panneau 13 × 19        | Musée du Prado Madrid                                 |
|       | 1873      | Pati a l'Alhambra                                                   | Huile sur toile 111,4 × 88,9     | Fogg Art Museum Cambridge (Massachusetts)             |
|       | 1873-1874 | Adelaida del Moral                                                  | Huile sur toile 58 × 47          | Collection particulière                               |
|       | 1873-1874 | Retrat del pintor Simonetti                                         | Huile sur panneau 10 × 29,5      | Musée Fortuny Venise                                  |
|       | 1874      | Cap àrab                                                            | Huile sur toile 122,9 × 79,1     | Philadelphia Museum of Art                            |
|       | 1874      | Carnisseria pública                                                 | Huile sur toile 48,5 × 31        | Musée Fortuny Venise                                  |
|       | 1874      | Eclesiàstic                                                         | Huile sur panneau 19 × 13        | Walters Art Museum Baltimore                          |
|       | 1874      | Elecció de la model                                                 | Huile sur panneau 53,3 × 82,6    | Corcoran Gallery of Art Washington, D.C.              |
|       | 1874      | Els fills del pintor, Maria Lluïsa i Marià, en el saló japonès      | Huile sur toile 44 × 93          | Musée du Prado Madrid                                 |
|       | 1874      | Nu en la platja de Portici                                          | Huile sur panneau 13 × 19        | Musée du Prado Madrid                                 |
|       | 1874      | Paisatge amb barques                                                | Huile sur panneau 13 × 19,5      | Musée Fortuny Venise                                  |
|       | 1874      | Paisatge de Portici                                                 | Huile sur toile 30 × 50          | Musée national d'art de Catalogne Barcelone           |
|       | 1874      | Platja de Portici                                                   | Huile sur toile 70 × 130         | Collection particulière Étâts Unies                   |